# Лоренс Бравнлі
Лоренс Бравнлі (англ. Lawrence Brownlee — *24 листопада 1972, Янгстаун, Огайо, США) — американський оперний співак (тенор). Віддає перевагу ролям з репертуару бельканто, хоч не цурається також і інших ролей. У травні 2005 року він створив роль Сімі (Syme), в опері Лоріна Мазеля «1984», яка була поставлена в Королівському оперному театрі Ковент-Гарден у Лондоні.
Він був названий Артистом року опери в Сієтлі у 2008 році за роль Лорда Артура Тальбота в опері Вінченцо Белліні «Пуритани». У 2006 році він також отримав нагороди Маріан Андерсон (Marian Anderson Award) та Річарда Такера (Richard Tucker Award). Дебют у Метрополітен-опера в Нью-Йорку відбувся 26 квітня 2007 в ролі графа Альмавіви з опери «Севільський цирульник» Россіні.

## Біографія
Браунлі народився в Янгстауні, штат Огайо. Він, хоч і мав дуже музичне дитинство, грав на трубі, гітарі та барабанах, співав у церкві, проте, особливого впливу класичної музики він не зазнав. Перші його концерти відбулися в парку атракціонів у Сандаскі, штат Огайо, де він співав пісні поп- і шов-музики.